# Passo di Slingia
Le passo di Slingia (en allemand : Schlinigpass) est un col d'Italie situé dans la chaîne de Sesvenna (Alpes rhétiques), à 500 mètres de la frontière suisse.